# ترزا رومن
ترزا رومن (به انگلیسی: Teresa Rohmann) (زادهٔ ۲۴ ژوئیهٔ ۱۹۸۷) شناگر اهل آلمان است.